# Японофобия
| Опрошенная страна | Нейтральные | Позит. − Негат. |
| ----------------- | ----------- | --------------- |
| Китай             | 3           | -53             |
| Испания           | 25          | 3               |
| Турция            | 5           | 47              |
| Пакистан          | 42          | 18              |
| Индия             | 38          | 28              |
| Россия            | 39          | 29              |
| Перу              | 19          | 31              |
| Нигерия           | 19          | 33              |
| Великобритания    | 5           | 35              |
| Мексика           | 18          | 36              |
| Кения             | 20          | 36              |
| Германия          | 37          | 37              |
| Индонезия         | 26          | 40              |
| США               | 12          | 42              |
| Франция           | 5           | 53              |
| Бразилия          | 15          | 55              |
| Австралия         | 5           | 61              |
| Канада            | 11          | 65              |

| Опрошенная страна | Нейтральные | Позит. − Негат. |
| ----------------- | ----------- | --------------- |
| Китай             | 6           | -86             |
| Южная Корея       | 1           | -55             |
| Пакистан          | 42          | 44              |
| Филиппины         | 4           | 60              |
| Австралия         | 6           | 62              |
| Индонезия         | 9           | 67              |
| Малайзия          | 14          | 74              |

| Опрошенная страна | Нейтральные | Позит. − Негат. |
| ----------------- | ----------- | --------------- |
| Китай             | 11          | -53             |
| Мексика           | 42          | -10             |
| Пакистан          | 51          | 19              |
| ЮАР               | 42          | 24              |
| Индия             | 48          | 26              |
| Франция           | 16          | 26              |
| Португалия        | 44          | 30              |
| Великобритания    | 16          | 32              |
| Германия          | 17          | 33              |
| Гана              | 34          | 34              |
| Австралия         | 14          | 34              |
| Испания           | 24          | 38              |
| Египет            | 34          | 38              |
| Кения             | 19          | 41              |
| Турция            | 8           | 43              |
| Южная Корея       | 12          | 48              |
| Италия            | 16          | 48              |
| Бразилия          | 18          | 50              |
| Нигерия           | 21          | 51              |
| Канада            | 17          | 51              |
| США               | 13          | 51              |
| Чили              | 20          | 52              |
| Перу              | 26          | 54              |
| Россия            | 28          | 58              |
| Филиппины         | 4           | 72              |
| Индонезия         | 8           | 78              |

Японофо́бия — неприязнь, предвзятое отношение, дискриминация, нетерпимость, ненависть и презрение к Японии, японцам и японской культуре. Японофобия широко распространена во всех странах Восточной Азии (кроме самой Японии и Монголии). Также широко распространённая неприязнь к японцам существует в местах проживания лиц японской национальности в странах Восточной Азии (кроме самой Японии). К причинам японофобии относятся национализм, ксенофобия, неприятие действий правительства Японии, исторические обиды, страх экономической конкуренции и расизм. Японофобия является противоположностью японофилии (Cool Japan).
По состоянию на первую четверть XXI века Республика Корея, КНДР, КНР, Китайская Республика, Гонконг и Макао, считаются одними из самых ярых антияпонских и японофобских стран и обществ мира. Среди всех стран, которые участвовали в опросе BBC World Service Poll в 2007 и 2009 годах, Республика Корея и КНР были единственными странами в которых большинство оценили Японию негативно. Согласно опросу BBC World Service 2017 года, только 22 % граждан КНР положительно относятся к влиянию Японии в мире, а 75 % выражают отрицательное мнение, что делает КНР самой антияпонской страной в мире. В XXI веке китайские японофилы часто осуждаются и дискриминируются китайским обществом и к ним применяются различные уничижительные термины, используемые в политическом и социальном дискурсе в КНР, такие как ханьцзянь (предатели ханьцы) или цзингри (кит. 精日, сокращение от «духовно японские люди», кит. 精神日本人, по своему значению и коннотациям схож со словом «японофил»). В XXI веке японофилы в Республике Корея часто осуждаются и дискриминируются корейским обществом и к ним применяются различные уничижительный термины, используемые в политическом и социальном дискурсе в Республике Корея, такие как чхинильпха (кор. 친일파, досл. «прояпонская  фракция», ассоциируется с общими антияпонскими настроениями в Республике Корея и часто используется как уничижительное обозначение корейцев «японофилов»). Несмотря на достаточно сильное культурное влияние Японии на соседние народы стран Восточной Азии, в этих странах присутствует давняя традиция массовых, ситуационных, непродолжительных по времени, организованных сверху и управляемых, резких обострений антияпонских настроений в обществе, по тому или иному политическому или экономическому поводу, как быстро вспыхивающих по воле властей, так и быстро исчезающих. С другой стороны, довольно сильная японофилия среди населения наблюдается в странах Юго-Восточной Азии, во многом за счёт давней, после Второй мировой войны, огромной экономической помощи Японии и инвестициям в данные страны. 

## История
Японофобия имеет долгую историю и существует во многих странах мира. Она возникла в эпоху колонизации, когда европейские и американские державы рассматривали Японию как угрозу своим интересам. В XX веке японофобия усилилась в связи со Второй мировой войной и участием Японии в этом конфликте.
Японофобия была особенно распространена в Китае и Корее, которые были оккупированы Японией во время Второй мировой войны. В этих странах японцы подвергались массовым убийствам, депортации и другим формам насилия.
После Второй мировой войны японофобия сохранялась в некоторых странах мира, особенно в Китае и Южной Корее. Это связано с территориальными спорами и исторической памятью о Второй мировой войне.
Китай отказался от военных репараций от Японии в совместном коммюнике 1972 года. Япония предоставила Китаю официальную помощь в целях развития (ОПР) в размере 3 триллионов иен (32 миллиардов долларов США). Официальная помощь Японии в целях развития КНР началась в 1979 году после подписания договора о мире и дружбе между Японией и Китаем в 1978 году. С 1979 по 2013 год Япония предоставила КНР 24 миллиарда долларов США в виде кредитной помощи и 7,796 миллионов долларов США в виде грантовой помощи, включая 6,577 миллионов долларов США в виде технического сотрудничества, в общей сложности 32 миллиарда долларов США. Даже в 2013 году Япония все еще предоставляла КНР 296 миллионов долларов США в виде кредита и 30 миллионов долларов США в виде гранта. По оценкам, на Японию приходится более 60 % полученной КНР ОПР. Около 25 % финансирования всех инфраструктурных проектов КНР в период с 1994 по 1998 год — включая дороги, железные дороги, телекоммуникационные системы и порты — поступило из Японии.
Китайское правительство редко официально сообщало о японской помощи КНР китайскому народу, пока Япония не объявила о постепенном прекращении помощи. Наконец, помощь Японии КНР была публично признана премьер-министром КНР Вэнь Цзябао во время его визита в Японию в апреле 2007 года.
Антияпонские настроения иногда можно увидеть в корейских СМИ. Одним из примеров является широко популярный веб-роман Solo Leveling, в котором японские персонажи выступают в качестве антагонистов, имеющих злые намерения и желающих навредить корейскому герою. Однако версия в вебтуне значительно редактирует такие изображения японских персонажей, хотя и не полностью, чтобы не расстраивать некорейских читателей.
Антияпонские настроения можно также увидеть в военных фильмах и аниме, которые в настоящее время производятся и транслируются в КНР. Только в 2012 году в Китае было произведено более 200 антияпонских фильмов. В одной конкретной ситуации, связанной с более умеренным антияпонским военным фильмом, правительство КНР запретило фильм 2000 года «Дьяволы на пороге», потому что в нем был изображен японский солдат, дружелюбный с китайскими жителями деревни.
Мероприятия Нацумацури (夏祭り, досл . Летний фестиваль) в КНР были отменены после протестов, вспыхнувших с 16 июля 2022 года. Некоторые люди, полагая, что нацумацури возник в Японии, утверждают, что этот праздник не должен отмечаться в Китае.
Исследование 2023 года показало, что бойкоты японских товаров оказали устойчивое негативное влияние на продажи японских автомобилей в КНР.
В 2024 году футболист Лионель Месси отправился в предсезонный тур по всему миру, который включал матчи в Гонконге против Hong Kong League XI и в Токио против Виссел Кобе. Во время футбольного матча 4 февраля 2024 в Гонконге Лионель Месси не был активен из-за травмы, из-за чего фанаты потребовали возмещения в размере 4880 гонконгских долларов (624 доллара США), а также освистали его и напали на рекламные плакаты с его изображением. Позже Месси был активен в матче против Виссел Кобе 7 февраля 2024 года, из-за чего люди поверили, что Месси симулирует свою травму, чтобы опозорить Гонконг. Некоторые фанаты как в Гонконге, так и в КНР зашли так далеко, что обвинили Месси в том, что он придерживается расистских взглядов против китайцев в пользу японцев.
Нарастание антияпонских настроений, поддерживаемое веб-сайтами, было отмечено западными СМИ в начале 2005 года. Весной 2005 года антияпонские элементы организовали антияпонские демонстрации в нескольких городах по всему Китаю. Интернет, включая службы обмена мгновенными сообщениями, использовался для организации групп демонстрантов для участия в протестах. Многие призывали бойкотировать японскую продукцию. Результатом стали извинения японского премьер-министра. Считается, что обеспокоенность антияпонскими настроениями стоит за решением китайских цензоров запретить фильм «мемуары гейши» 1 февраля 2006 года. Тот факт, что китайские актрисы играли японских гейш, которых в Китае часто ошибочно воспринимают как проституток, вызвал серьезные споры среди некоторых слоев китайского населения. 
Было несколько сообщений о том, что магазины, рестораны, государственные учреждения и больницы в Китае отказываются обслуживать японских клиентов, потому что Япония не извинилась за вторжение в Китай. В 2024 году нападение с ножом на японку и ее ребенка ученика международной японской школы в Сучжоу в городе Сучжоу заставило некоторых китайских пользователей социальных сетей написать в поддержку нападавшего, хотя посты были осуждены и быстро удалены. Китаянка, которая вмешалась, чтобы остановить нападавшего, позже скончалась от полученных ран. В сентябре 2024 года, в годовщину Мукденского инцидента, 10-летний японский школьник был зарезан по дороге в японскую начальную школу в Шэньчжэне. Общественное обсуждение в интернете убийства ребёнка подверглось широкой китайской государственной цензуре.